# Kamenná kolonie
Kamenná kolonie, též Kamenná čtvrť a přezdívaná „Kamenka“, je osada v Brně, v městské části Brno-střed, na severozápadě katastrálního území Štýřice. Někdejší nouzová kolonie se prostírá v bývalém kamenolomu nad cyklostezkou spojující po pravém břehu Svratky Štýřice a Pisárky.

## Charakteristika a historický přehled
Kamenná kolonie se skládá ze dvou částí: západní (níže položené) a východní. Oběma prochází jediná ulice, pojmenovaná Kamenná čtvrť. V Kamenné kolonii se nachází mnoho malých domků, které jsou na sebe navzájem nalepené. Vedle již zmíněné centrální ulice prochází mezi nimi spleť úzkých uliček. 
Osada vznikla nelegálně roku 1925 ve vytěženém pískovcovém lomu v severním svahu Červeného kopce, v prudkém svahu nad Svratkou, jako nouzová kolonie chudých dělníků pracujících v Kohnově a Jílkově cihelně. Roku 1929 zde existovalo již přes 100 domků. V době velké hospodářské krize se zástavba osady rozšířila. V dobách první republiky měla osada v rámci Brna dokonce vlastní samosprávu se starostou a byly zde pořádány hody. 
V 60. a 70. letech 20. století se sem začali stěhovat umělci a bohémové, kteří osadě vtiskli unikátní atmosféru. V současnosti je v osadě asi 130 domů. 
K problémům osady patří chybějící kanalizace, špatná dostupnost městskou hromadnou dopravou, ale i to, že majitelé zdejších domů až do začátku 21. století neměli možnost si od města odkoupit pozemky pod nimi. Mnozí z nich si stěžovali na městem stanovené ceny, protože prý neodpovídaly stavu zdejší infrastruktury.
Soubor průčelí množství domů v Kamenné kolonii je chráněn jako kulturní památka.

## Vývoj územní a správní příslušnosti
Osada leží na pozemcích, které původně náležely ke katastrálnímu území Staré Brno, později ke katastrálnímu území Staré Brno I. a od roku 1915 až do druhé poloviny 60. let 20. století ke katastrálnímu území Staré Brno a Vídeňka. Od konce 60. let 20. století náleží k nově vytvořenému katastrálnímu území Štýřice. 
V letech 1947–1949 byla osada součástí městského obvodu Brno II., v letech 1949–1954 náležela k městskému obvodu Brno V., v letech 1954–1990 k městskému obvodu Brno I. Od 23. listopadu 1990 je osada spolu s celými Štýřicemi součástí městské části Brno-střed.

## Doprava a dostupnost
Kamenná kolonie je dosažitelná ze Štýřic ulicí Kamenná (zdola) nebo ulicemi Vinohrady a Červený kopec (shora). Tudy vede nad lomem také zelená turistická trasa, z níž je výhled nejen na Kamennou kolonii, ale i na protilehlý břeh Svratky, Pisárky s výstavištěm, a na Masarykovu čtvrť.
Z hlediska hromadné dopravy patří Kamenná čtvrť k nejhůře obslouženým lokalitám v Brně. Nejbližší zastávkou je autobusová točna Červený kopec, poměrně řídce obsluhovaná a z jádra kolonie asi půl kilometru vzdálená. Frekventovanější tramvajová zastávka Nemocnice Milosrdných bratří se nachází na Vídeňské ulici asi 1 km daleko.

## Galerie

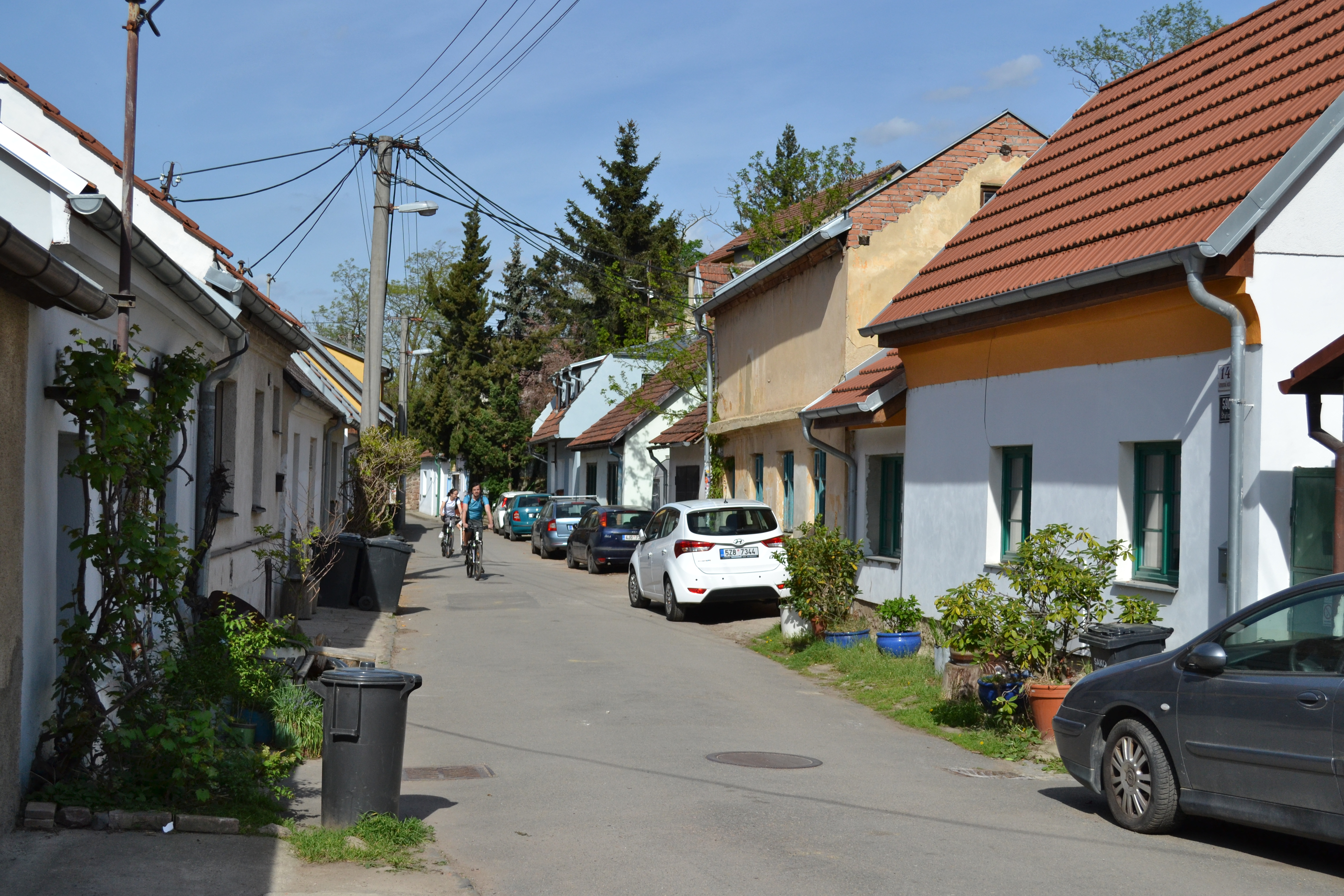
Hlavní ulice v kolonii
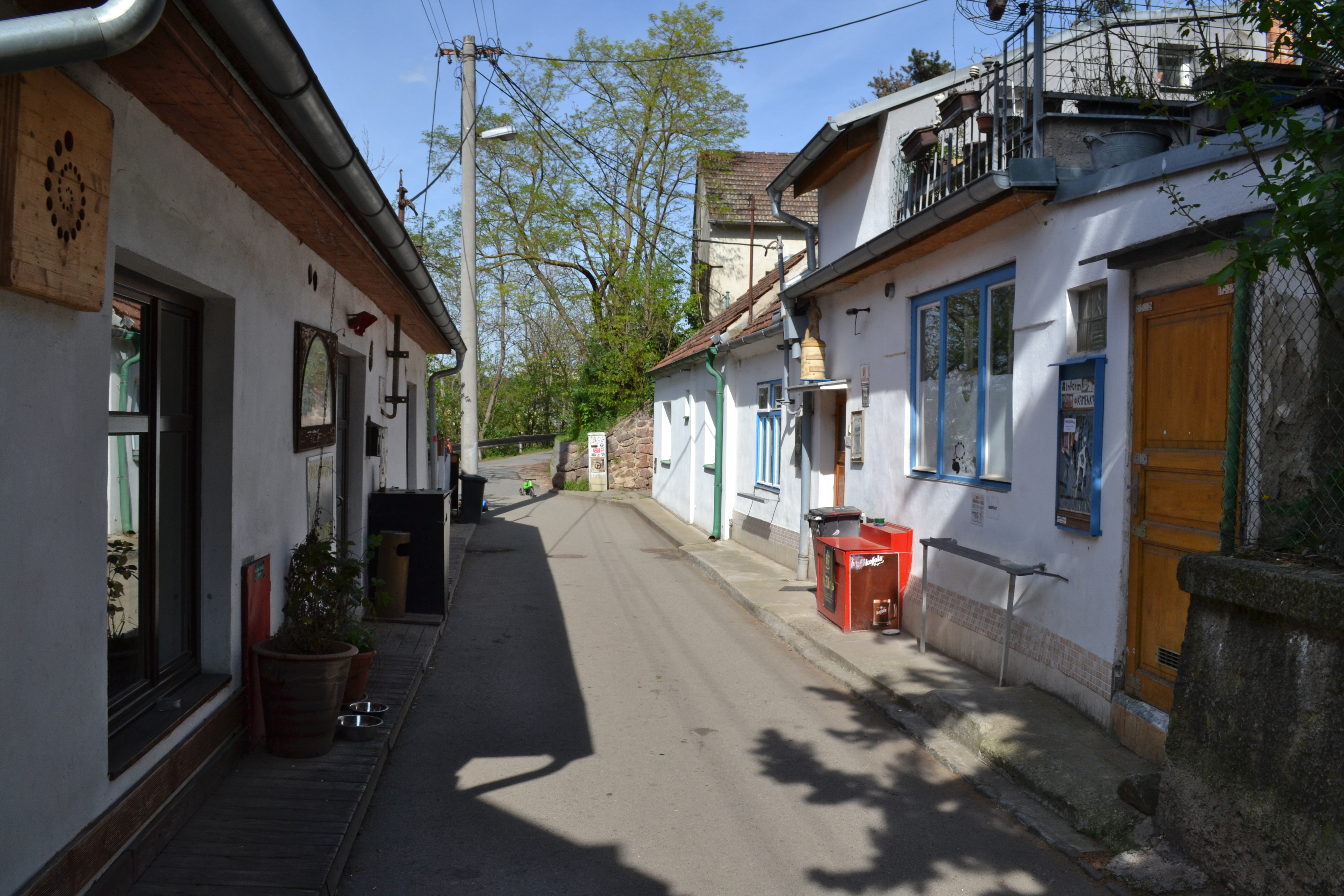
Zástavba v osadě
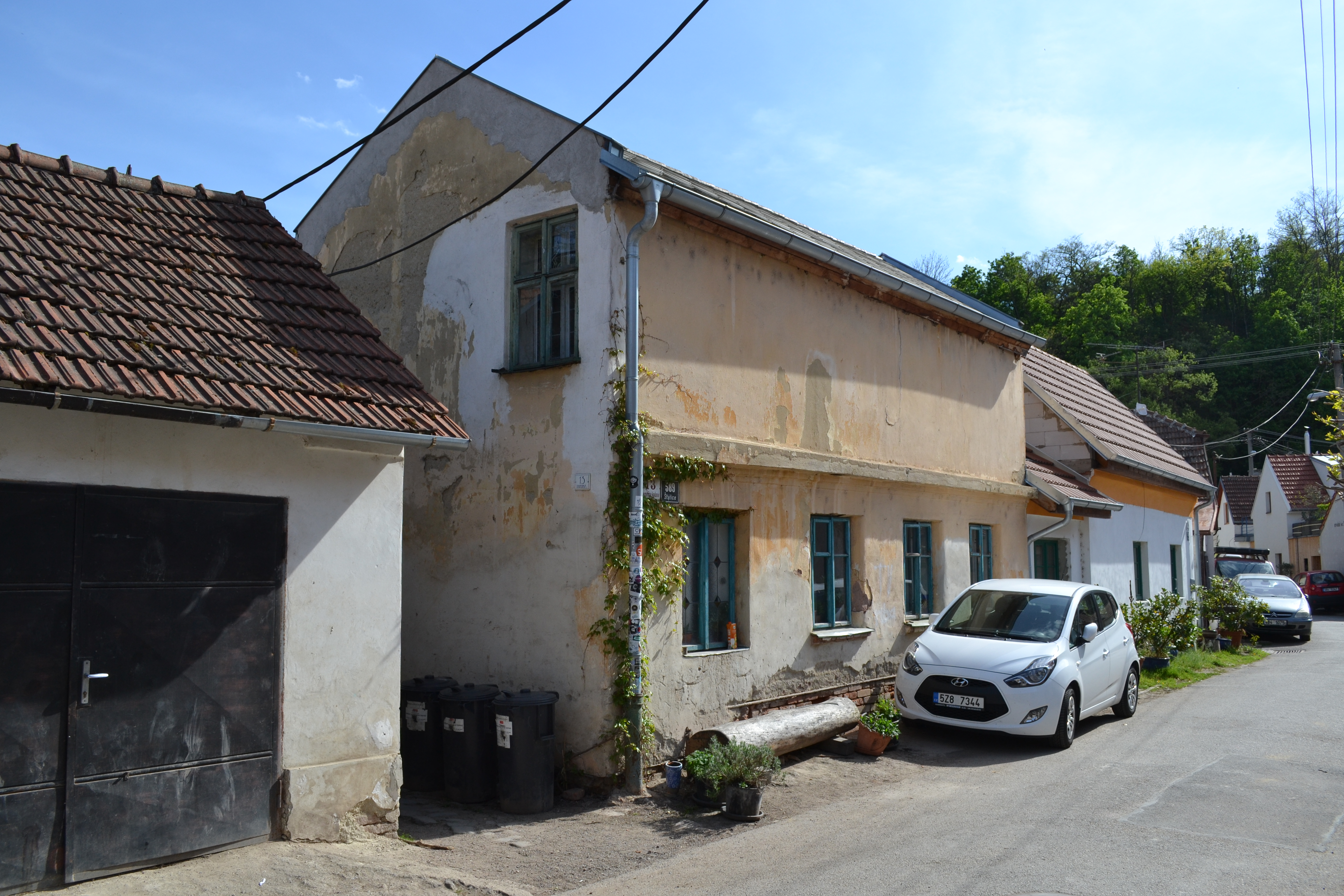
Dům čo. 13
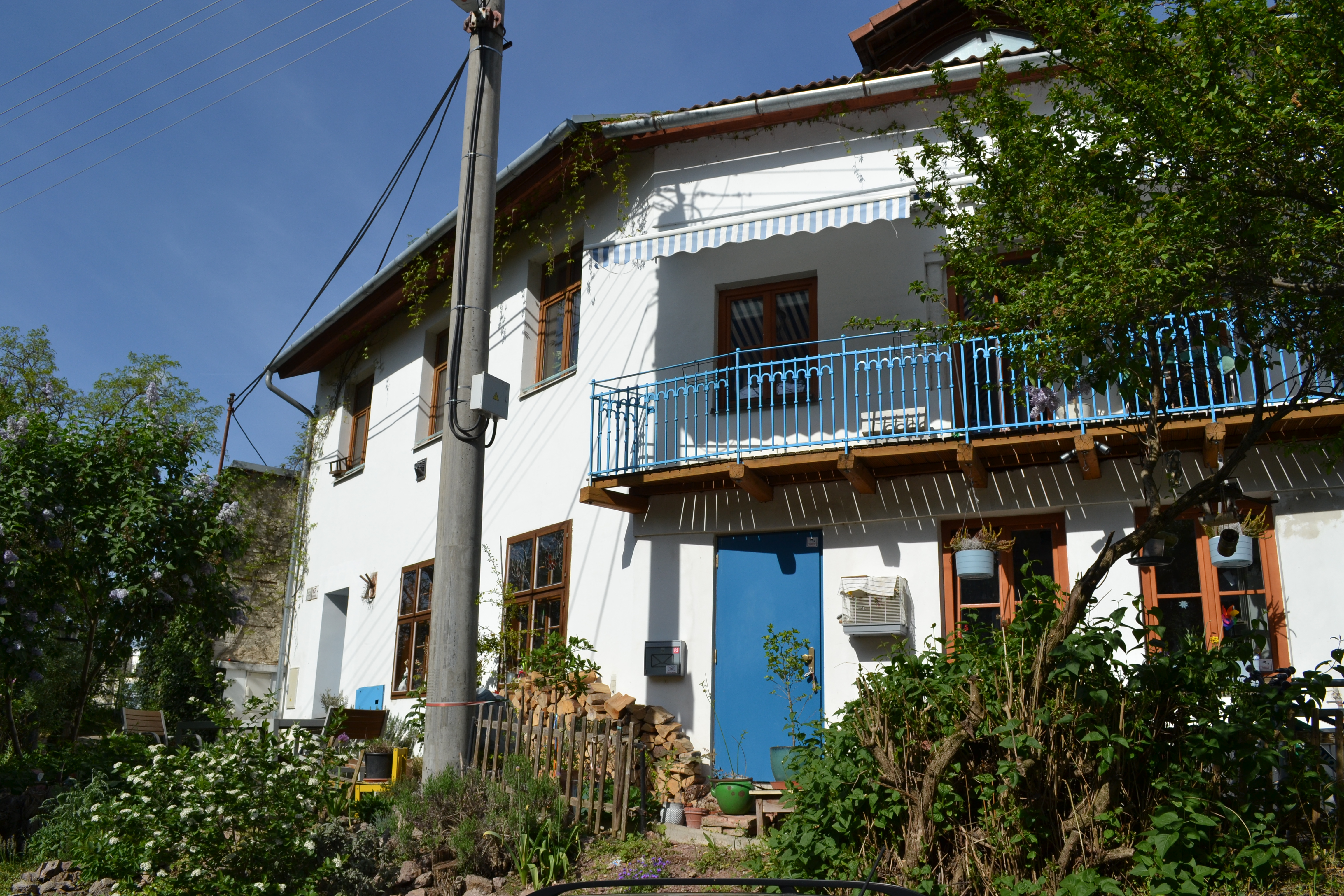
Dům čo. 67
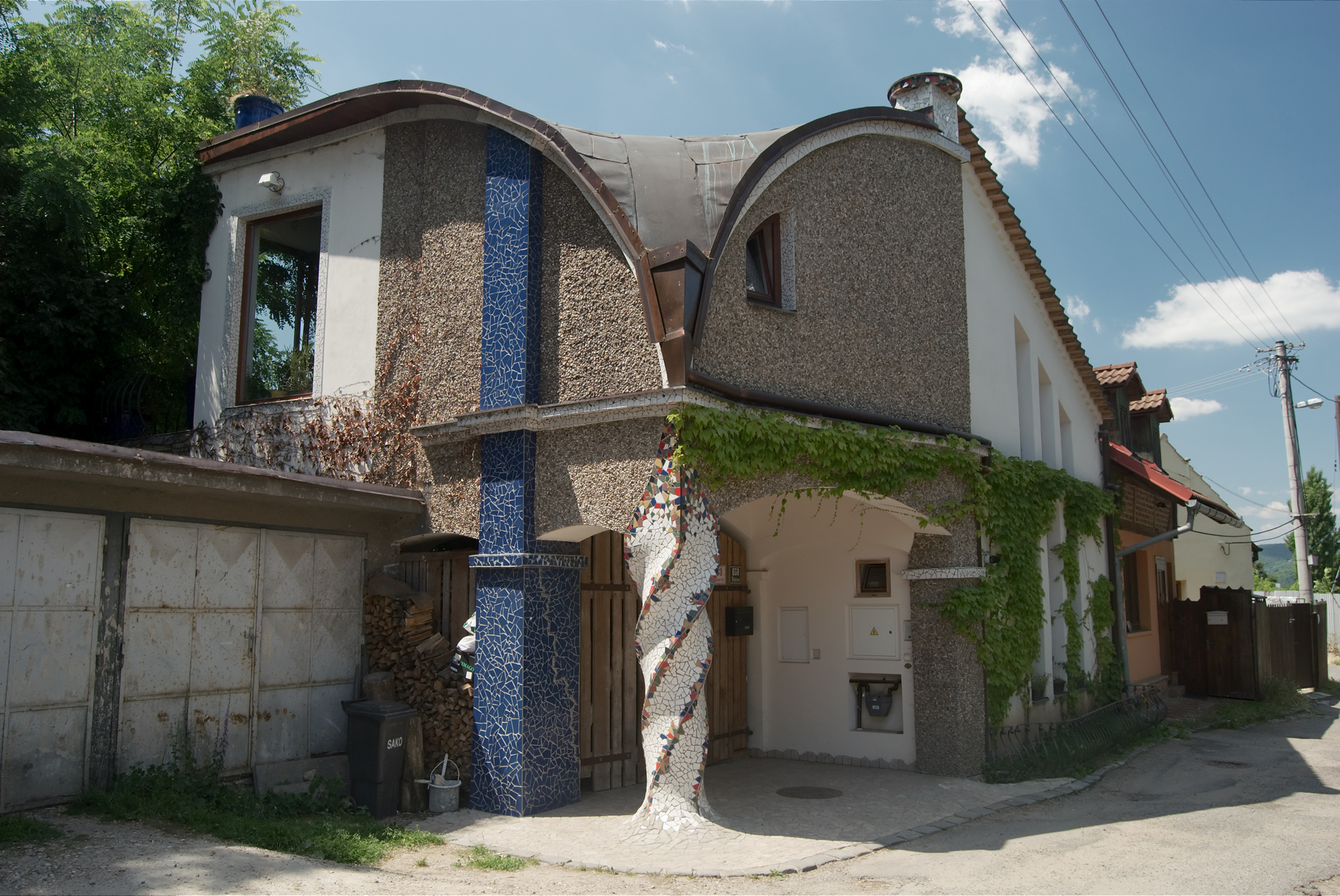
Dům ve východní části
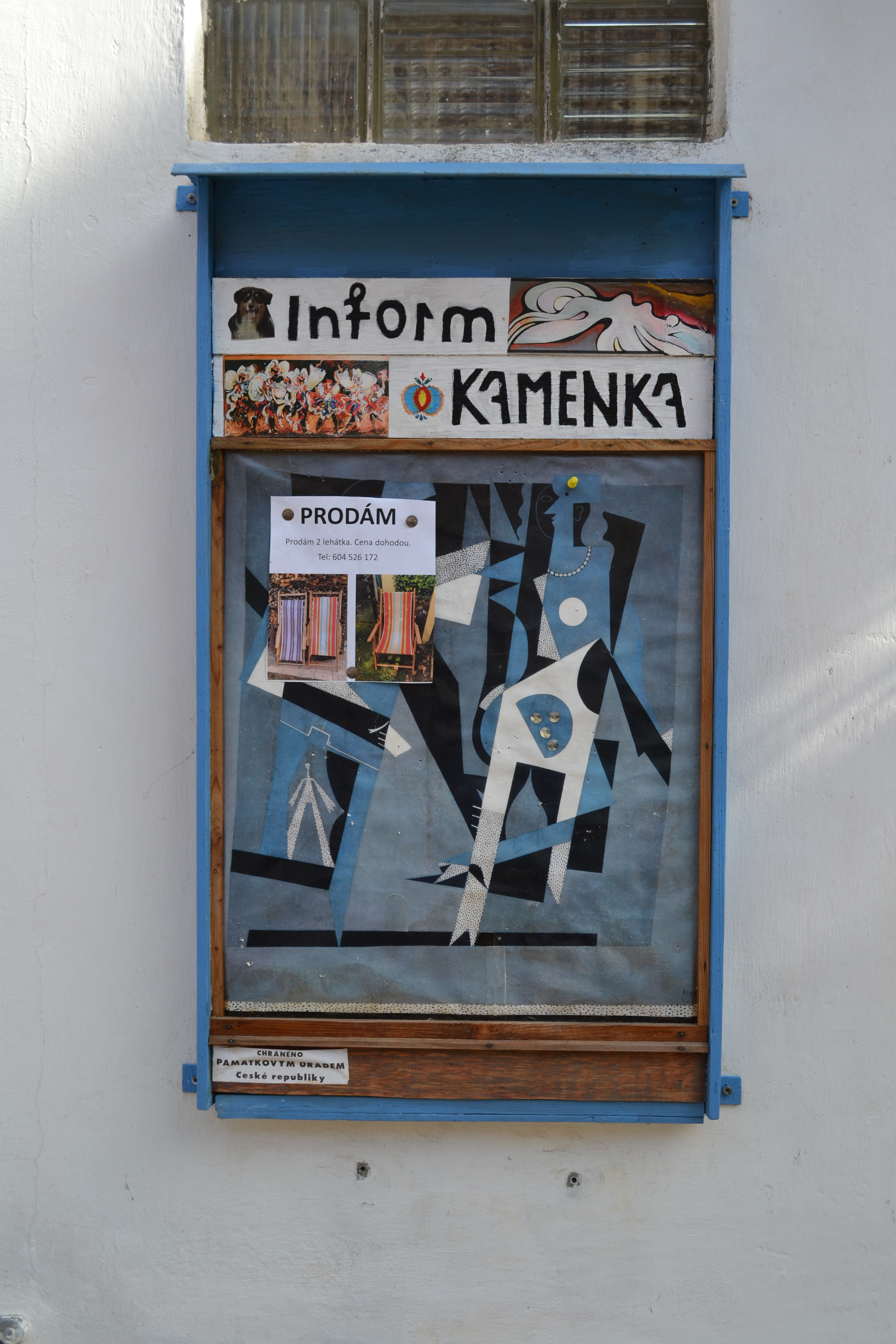
Infotabule Kamenky